# Incident de Corfou
Ne doit pas être confondu avec Incident du détroit de Corfou.
L’incident de Corfou désigne une crise diplomatique survenue en 1923 entre la Grèce et l'Italie.

## Contexte historique
Le différend frontalier entre la Grèce et l'Albanie est porté devant la Conférence des ambassadeurs, qui crée une commission, dirigée par le général Enrico Tellini. Elle est envoyée sur place par la Société des Nations. Plusieurs pays (dont l'Italie) fournissent de petits détachements de soldats pour aider la commission dans l'accomplissement de l'enquête. Dès le début des négociations, les relations entre la Grèce et la commission se tendent.
Par ailleurs, le délégué de la Grèce accuse ouvertement Tellini de travailler pour les revendications de l'Albanie.

## Incident: le«massacre de Ioannina»
Le 27 août 1923, le général italien Enrico Tellini et trois de ses assistants sont assassinés à Kakavia, sur le territoire grec. Il s'agit, outre le général Enrico Tellini, du major Luigi Corti, du lieutenant Luigi Bonacini et d'un interprète albanais. Aucune des victimes n'a été dépouillée.
Ils ont été attaqués, selon certaines sources, par les nationalistes grecs, mais la Grèce affirme dans une déclaration officielle que cet assassinat est l'œuvre de bandits albanais.

## Réaction italienne
L'Italie envoie un ultimatum à la Grèce le 29 août 1923 en exigeant 50 millions de lires de réparations et l'exécution des tueurs. La Grèce étant incapable  d'identifier les assassins, les forces armées italiennes bombardent et occupent l'île grecque de Corfou le 31 août 1923 en tuant au moins quinze civils. Le motif officieux pour l'invasion est sans aucun doute la position stratégique de Corfou à l'entrée de la mer Adriatique.

## Résolution de la crise
La Grèce fait appel à la Société des Nations qui condamne initialement l'occupation italienne. Cependant, l'Italie, qui bénéficie du soutien de la France, menace de rester. Elle accepte finalement de se retirer en échange d'excuses officielles et d'un paiement de 50 000 000 lires. La Grèce finit par accepter, et les forces italiennes se retirent de Corfou le 27 septembre 1923.

## Conséquences
À Corfou pendant le premier quart du XXe siècle, de nombreux opéras italiens étaient représentés sur la scène Théâtre municipal de Corfou[réf. souhaitée]. Cette tradition s'est arrêtée après l'incident[réf. souhaitée]. Après le bombardement, le théâtre monta des œuvres grecques avec des acteurs tels que Maríka Kotopoúli et Pélos Katsélis.